# Cristiano da Matta
Cristiano Monteiro da Matta ou apenas Cristiano da Matta, (Belo Horizonte, 19 de setembro de 1973) é um automobilista brasileiro.

## Biografia
Cristiano da Matta é filho do lendário Toninho da Matta, 14 vezes campeão brasileiro de turismo. Quando não está em competições pelo mundo, gosta de se reunir com amigos e tocar guitarra. Apreciador de rock, tem uma banda chamada "Blue Balls". Além do gosto pela música, Cristiano também tem como passatempo o ciclismo e a natação.

### Carreira
Da Matta começou a andar de kart aos 16 anos. Adotou um capacete quase idêntico ao do pai. Chegou, rapidamente à elite, ganhando diversas competições daquela categoria. Em 1993 ganhou o Campeonato Brasileiro de Fórmula Ford. Em 1994 conquistou o Campeonato Brasileiro de Fórmula 3. Em 1996 da Matta participou da Fórmula 3000.
Em 1997, da Matta competiu na Indy Lights, onde sagrou-se "novato do ano". Em 1998 ele venceu o campeonato.

#### CART

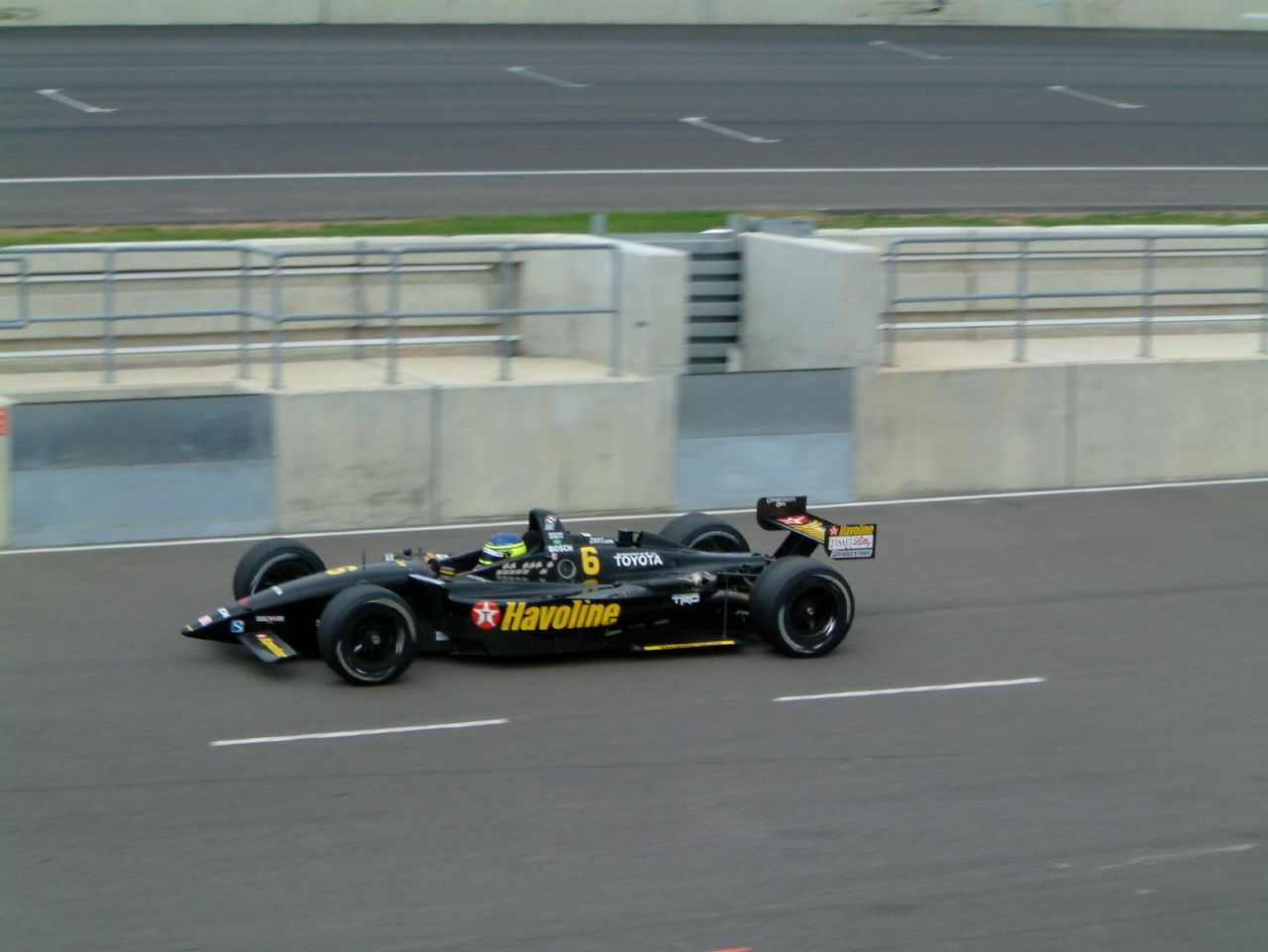
Cristiano da Matta na CART em 2002.

Em 1999 ele migrou para a CART, na qual sagrou-se campeão em 2002, guiando com um carro competitivo.

#### Fórmula 1
Em 2003, fez sua estreia na Fórmula 1 pela equipe Toyota. Em sua temporada de estreia ele marcou 10 pontos, ficando à frente de seu companheiro, o veterano Olivier Panis.

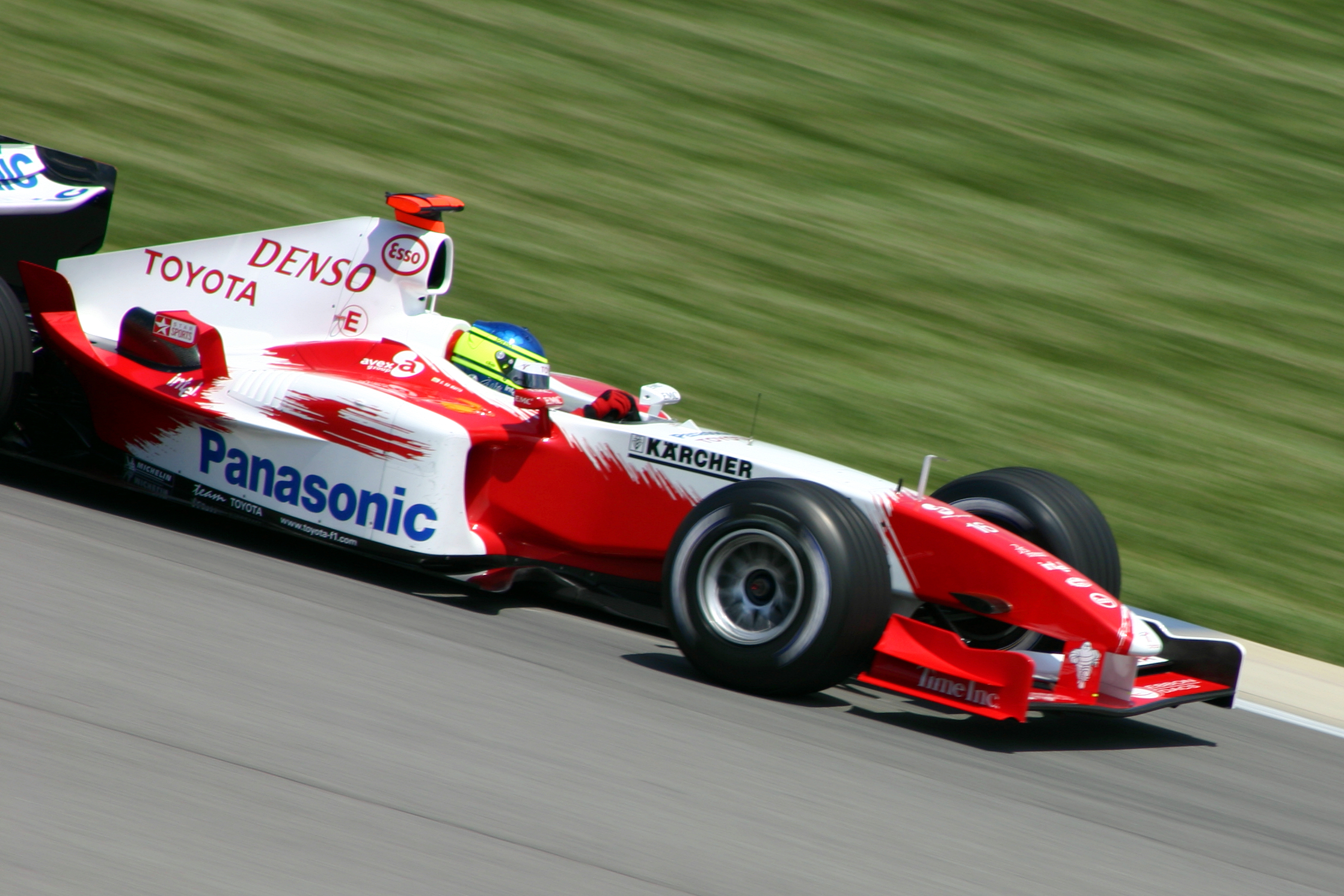
Da Matta no Grande Prêmio dos Estados Unidos de 2004.

Em 2004, da Matta perdeu seu posto para Ricardo Zonta depois do Grande Prêmio da Alemanha. Da Matta obteve dois sextos lugares como suas melhores colocações na Fórmula 1, nos Grandes Prêmios da Espanha e Alemanha, ambos em 2003. O mineiro prometeu nunca mais correr na Fórmula 1, já que sentia não ser tão competitiva, com muita ênfase na performance dos carros[carece de fontes?].

#### Retorno à CART
Em 2005 da Matta retornou à CART, competindo pela PKV Racing e vencendo uma corrida na temporada.
No ano de 2006 o piloto mineiro iniciou correndo pela Dale Coyne Racing, equipe que depois trocou pela RuSPORT.
No dia 3 de Agosto de 2006, durante testes em Elkhart Lake, sua pista preferida, o piloto sofreu uma forte colisão com o muro aparentemente após atingir um cervo. Ele atingiu ao cervo com o seu pneu direito, e logo após o cervo o acertou no cockpit. Acredita-se que quando atingido pelo animal, da Matta ficou inconsciente. Mesmo assim, quando o safety car chegou para retirá-lo do carro, seu pé continuava no freio. Da Matta ficou internado no Theda Clark Medical Center em Neenah, Wisconsin, onde foi feita a cirurgia que retirou um pedaço do crânio para aliviar a pressão. Foi ainda induzido ao coma.[carece de fontes?] A partir daí Da Matta teve uma recuperação lenta, porém constante.
Cristiano da Matta voltou a pilotar em uma corrida oficial em maio de 2008, mas teve de abandonar a prova por um mal-estar.[carece de fontes?]

#### Fórmula Truck
Em dezembro de 2009 o piloto mineiro testou o caminhão da equipe Iveco e deu mais de quarenta voltas pelo circuito externo do Autódromo Internacional Nelson Piquet, em Brasília. Em 6 de janeiro de 2010, satisfeito com a experiência, Cristiano confirmou sua participação na equipe Iveco para disputar a Fórmula Truck no Brasil.

#### Resumo da carreira
| Ano  | Categoria               | Equipe        | Corridas | Poles | Vitórias | Pontos | Posição Final |
| ---- | ----------------------- | ------------- | -------- | ----- | -------- | ------ | ------------- |
| 1996 | Fórmula 3000            | Shannon       | 10       | 0     | 0        | 7      | 9°            |
| 1997 | Indy Lights Series      | Stewart       | 13       | 1     | 3        | 141    | 3°            |
| 1998 | Indy Lights Series      | Tasman        | 14       | 3     | 4        | 154    | 1°            |
| 1999 | CART World Series       | Arciero-Wells | 20       | 0     | 0        | 32     | 18°           |
| 2000 | CART World Series       | PPI           | 20       | 0     | 1        | 112    | 10°           |
| 2001 | CART World Series       | Newman Haas   | 21       | 0     | 3        | 140    | 5°            |
| 2002 | CART World Series       | Newman Haas   | 19       | 7     | 7        | 237    | 1°            |
| 2003 | Fórmula-1               | Toyota        | 16       | 0     | 0        | 10     | 13°           |
| 2004 | Fórmula-1               | Toyota        | 12       | 0     | 0        | 3      | 17°           |
| 2005 | Champ Car World Series  | PKV           | 13       | 0     | 1        | 139    | 11°           |
| 2006 | Champ Car World Series  | Dale Coyne    | 9        | 0     | 0        | 134    | 15°           |
| 2008 | Rolex Sports Car Series | AIM Autosport | 2        | 0     | 0        | 8      | 28°           |
| 2010 | Fórmula Truck           | Iveco         | 10       | 0     | 0        | 13     | 23°           |
| 2011 | American Le Mans Series | Rocketsports  | 3        | 0     | 0        | 6      | 26°           |
| 2017 | Fórmula Truck           | Iveco         | 2        | 0     | 0        | 13     | 13°           |

## Números na CART
| Ano  | Poles | Vitórias | Posição Final | Equipe                                                 |
| ---- | ----- | -------- | ------------- | ------------------------------------------------------ |
| 1999 | –     | –        | 18º           | Arciero-Wells (Reynard-Toyota-Firestone) # 25          |
| 2000 | –     | 1        | 10º           | PPI (Reynard-Toyota-Firestone) # 97                    |
| 2001 | –     | 3        | 5º            | Newman-Haas (Lola-Toyota-Firestone) # 6                |
| 2002 | 7     | 7        | Campeão       | Newman-Haas (Lola-Toyota-Bridgestone) # 6 e # 1        |
| 2005 | –     | 1        | 11º           | PKV Racing (Lola-Ford-Bridgestone) # 21                |
| 2006 | –     | -        | 15º           | Dale Coyne # 19 e RuSport (Lola-Ford-Bridgestone) # 10 |

## Resultados na Fórmula 1
(legenda) 
| Ano  | Equipe                  | Chassi       | Motor      | 1       | 2      | 3      | 4       | 5      | 6      | 7       | 8       | 9       | 10     | 11     | 12      | 13     | 14      | 15    | 16    | 17  | 18  | Pontos | Posição |
| ---- | ----------------------- | ------------ | ---------- | ------- | ------ | ------ | ------- | ------ | ------ | ------- | ------- | ------- | ------ | ------ | ------- | ------ | ------- | ----- | ----- | --- | --- | ------ | ------- |
| 2003 | Panasonic Toyota Racing | Toyota TF103 | Toyota V10 | AUS Ret | MAL 11 | BRA 10 | SMR 12  | ESP 6  | AUT 10 | MON 9   | CAN 11  | EUR Ret | FRA 11 | GBR 7  | ALE 6   | HUN 11 | ITA Ret | EUA 9 | JAP 7 |     |     | 10     | 13º     |
| 2004 | Panasonic Toyota Racing | Toyota TF104 | Toyota V10 | AUS 12  | MAL 9  | BAR 10 | SMR Ret | ESP 13 | MON 6  | EUR Ret | CAN DSQ | EUA Ret | FRA 14 | GBR 13 | ALE Ret | HUN    | BEL     | ITA   | CHN   | JAP | BRA | 3      | 17º     |